# FC Wiltz 71
FC Wiltz 71 (lux. FC Wooltz 71) is een Luxemburgse voetbalclub uit Wiltz in het noordwesten van het land. Sinds oktober 2015 speelt de club op het nieuwe sportcomplex Am Pëtz in Weidingen.

## Geschiedenis
De club kwam in 1971 tot stand na een fusie van US Niederwiltz en Gold a Ro'd Wiltz. In 1976 slorpte de club Arminia Weidingen op. De club speelde voor het eerst in de hoogste klasse in 1981. 
In 2008 degradeerde de club, maar keerde twee seizoenen later weer terug bij de elite. Na één seizoen op het hoogste podium in 2010/2011, nam de club via de barragewedstrijden afscheid van de hoogste klasse, want het verloor van US Hostert. De club eindigde het seizoen erna meteen als derde en mocht opnieuw in de barragewedstrijden deelnemen, maar nu voor promotie. Hierin won Wiltz in twee wedstrijden van Swift Hesperange en keerde zo meteen weer terug in de Nationaldivisioun. In 2016 degradeerde de club naar de Éirepromotioun.
FC Wiltz heeft nog altijd het record van de grootste nederlaag ooit in de hoogste klasse op haar naam staan. In november 2010 verloor de club met liefst 15-0 van kampioen F91 Dudelange.

## Erelijst
- Beker van Luxemburg

Finalist: 2001

## Eindklasseringen vanaf 1972
| 10 |

| 1 |

| 10 |

| 7 |

| 6 |

| 3 |

| 3 |

| 1 |

| 3 |

| 1 |

| 7 |

| 10 |

| 10 |

| 11 |

| 1 |

| 11 |

| 10 |

| 4 |

| 3 |

| 3 |

| 10 |

| 6 |

| 1 |

| 6 |

| 9 |

| 5 |

| 8 |

| 10 |

| 9 |

| 12 |

| 1 |

| 8 |

| 12 |

| 9 |

| 5 |

| 11 |

| 12 |

| 6 |

| 1 |

| 12 |

| 3 |

| 10 |

| 9 |

| 11 |

| 12 |

| 6 |

| 5 |

| 6 |

| 2 |

| 7 |

| 13 |

| 10 |

| 11 |

| 13 |

| Nationaldivisioun | Éirepromotioun | 1. Divisioun | 2. Divisioun |

## Bekende (oud-)spelers
- Kevin Bobson
- Rob Delahaye
- Maurice van Ham
- Théo Malget
- Ahmed Biga
- Guy François
- Marc Grosjean
- Yasin Karaca
- Ludo Janssens